# Basedowstraße 8 (Magdeburg)

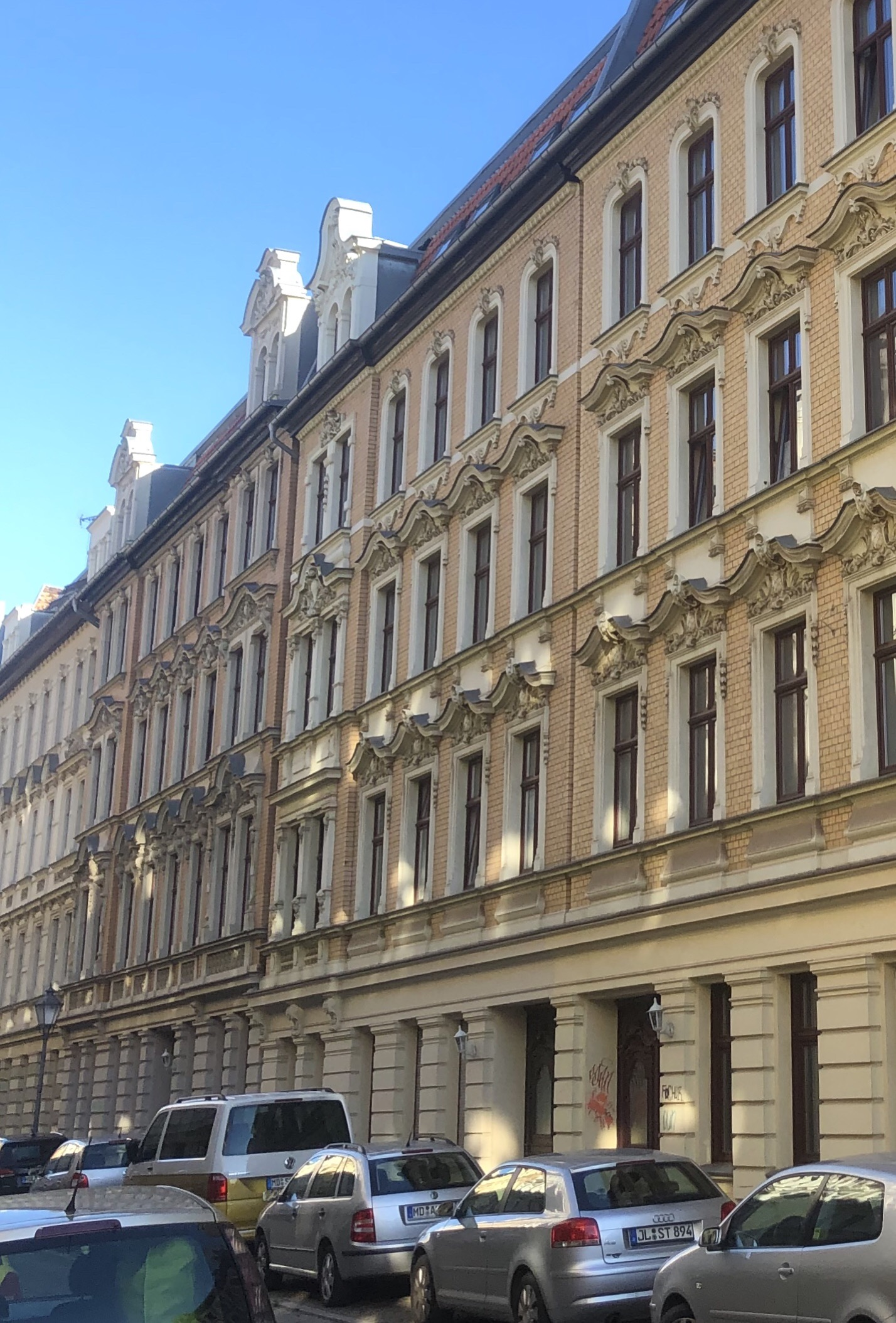
Basedowstraße 8 in Magdeburg; Blick von Westen, 2020

Das Gebäude Basedowstraße 8 ist ein denkmalgeschütztes Wohnhaus in Magdeburg in Sachsen-Anhalt.

## Lage
Es befindet sich auf der Südseite der Basedowstraße im Magdeburger Stadtteil Buckau. Unmittelbar westlich grenzt das gleichfalls denkmalgeschützte Haus Basedowstraße 6, östlich die Basedowstraße 10 an. Zugleich gehört es zum Denkmalbereich Basedowstraße.

## Architektur und Geschichte
Der viergeschossige Ziegelbau entstand im Jahr 1891 nach einem Entwurf des Zimmermeisters Wischeropp. Die sechsachsige Fassade ist reich im Stil des Neobarocks mit Stuckelementen verziert. Auf der linken Seite der Fassade befindet sich ein flacher zweiachsiger Risalit, der von einem Zwerchhaus in Form eines Ziergiebels bekrönt wird. Die Fassade stellt sich als spiegelbildliche Gestaltung zum Nachbarhaus Basedowstraße 6 dar.
Im örtlichen Denkmalverzeichnis ist das Wohnhaus unter der Erfassungsnummer 094 17767 als Baudenkmal verzeichnet.
Das Haus gilt als Teil des gründerzeitlichen Straßenzugs als städtebaulich bedeutsam.